# Huta Drewniana-Kolonia
Huta Drewniana-Kolonia [pronunciación en polaco: /ˈxuta drɛvˈɲana kɔˈlɔɲa/] es un pueblo ubicado en el distrito administrativo de Gmina Kobiele Wielkie, dentro del Distrito de Radomsko, Voivodato de Łódź, en Polonia central. Se encuentra aproximadamente a 5 kilómetros al sureste de Kobiele Wielkie, a 18 kilómetros al este de Radomsko, y a 87 kilómetros al sur a la capital regional Łódź.